# Филонома
Филонома (др.-греч. Φυλονόμη) — персонаж греческой мифологии, жена царя Колона Кикна, оклеветавшая своего пасынка Тенеса.

## В мифологии
Античные авторы называют Филоному дочерью Трагаса, которая стала второй женой Кикна, царя города Колон в Троаде. От первого брака, с Проклией, у Кикна был сын Тенес; Филонома влюбилась в него и призналась в своих чувствах, но не встретила взаимности. Тогда она оклеветала пасынка: сказала мужу, «будто против её воли Тенн желает её заставить сойтись с ним», и нашла свидетеля — флейтиста по имени Эвмолп. Кикн ей поверил. Он заколотил сына и дочь в ящик, который бросил в море. Позже Кикн узнал правду и приказал забросать Эвмолпа камнями, а Филоному заживо закопал в землю.